# ケラメイコス

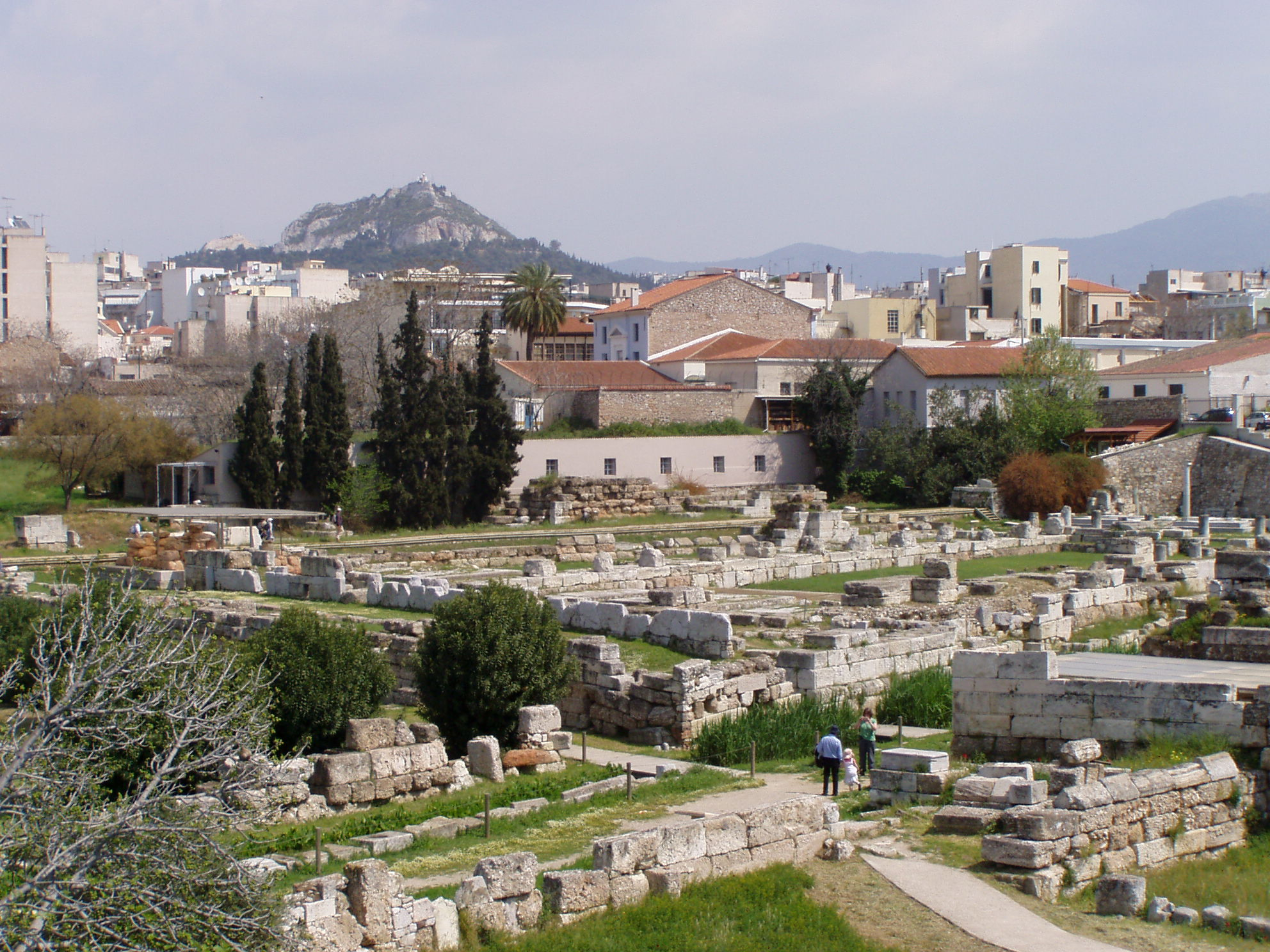
ケラメイコス

ケラメイコス（ギリシア語: Κεραμεικός、Kerameikos）はギリシアのアテネの1地区で、アクロポリスの北西に位置する。かつての市壁のディピュロン（Δίπυλον）門の内外の広い地域を含み、エリダノス川という小川に沿っている。古代には陶工が多く住む地域で、英語のセラミック (ceramic) の語源でもある。また、市街地からの道路に沿って重要な墓地があり、多数の墓標彫刻が立っていた。

## 歴史

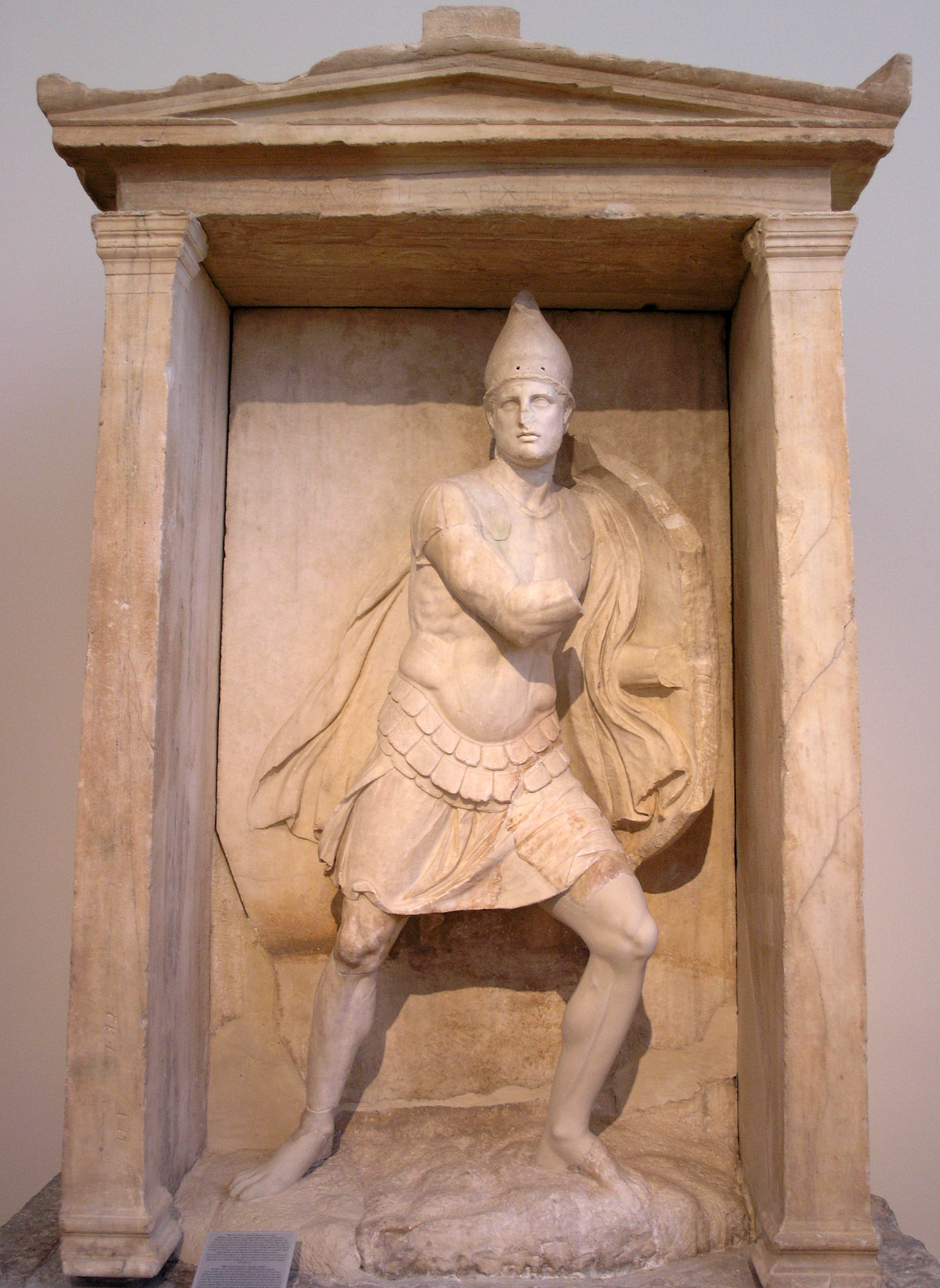
ケラメイコスで出土した墓の祠（アリストナウテスの墓標）。紀元前330年 - 310年ごろ。高さ2.91m。大理石製

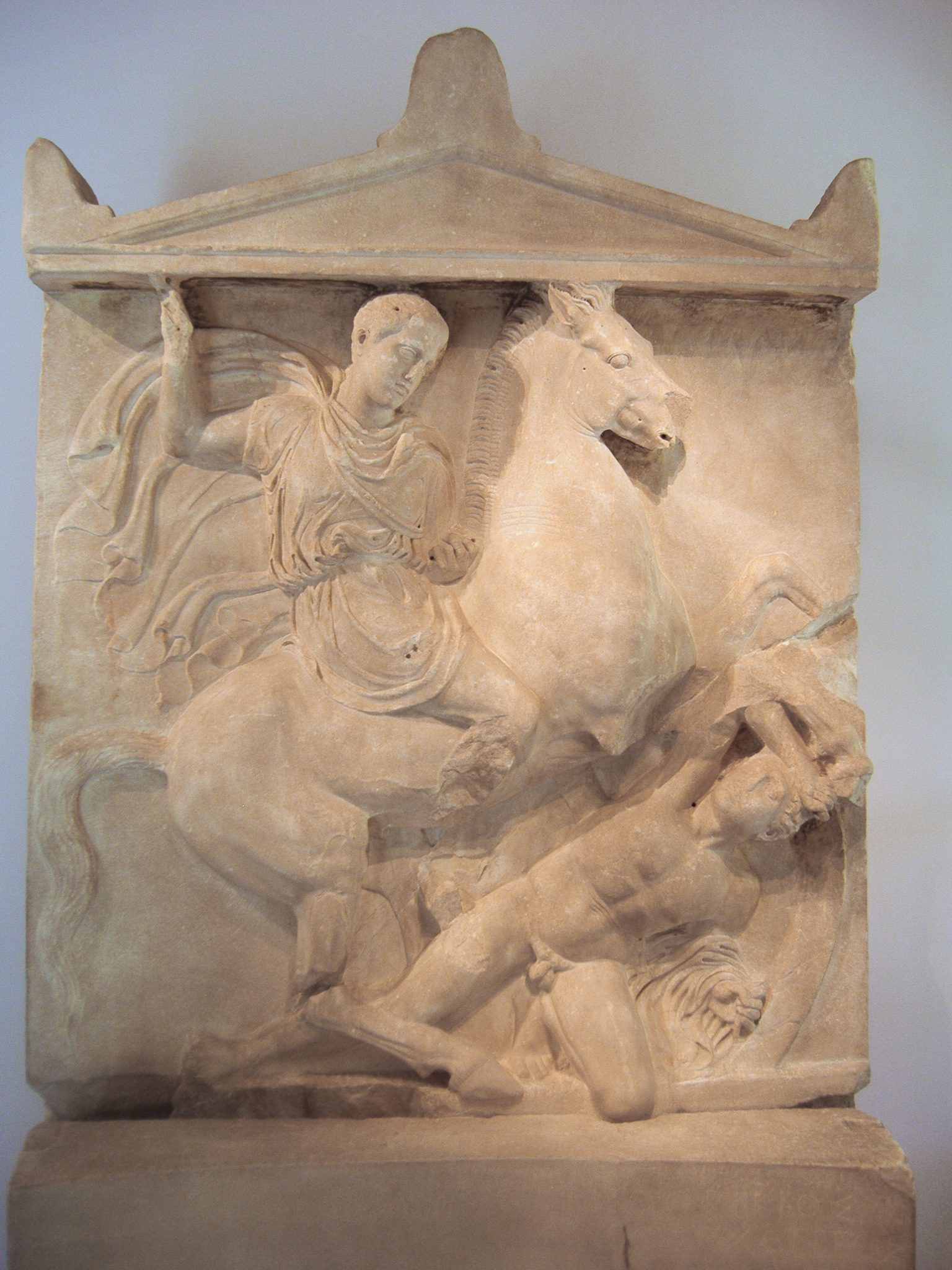
墓碑のレリーフ（トリコスのリュサニアスの子デクシレオスの墓）。紀元前390年ごろ。ケラメイコス博物館

ケラメイコスという名称は「区域」を意味する δῆμος (dēmos) と「陶芸用粘土」を意味する κέραμος (keramos) から派生した Κεραμεῖς (Kerameis) を組み合わせた語である。アクロポリスに近い部分は陶工が多く住み工房が並ぶ地域で、外側の部分は墓地になっていた。また、紀元前431年にペリクレスが有名な「ペリクレスの弔辞」を読んだ世界初の国葬公共墓地 δημόσιον σῆμα (dēmosion sēma) もあった。この墓地はまた、ヒエラ・ホドス（エレウシスに至る聖なる道）の起点でもあり、エレウシスの秘儀のためにここを行列が通ったという。
近年いくつかの発掘調査が行われているが、発掘された領域はかつてのデモス（dēmos、区域）のほんの一部である。この地域はもともと湿地帯で、エリダノス川の土手を上がったところが紀元前3千年紀ごろから埋葬地として使われていた。整備された墓地になったのは紀元前1200年ごろで、発掘によってそれ以降の石棺や副葬品が出土している。南方のより標高が高く乾いた土地には住居が建設された。アーカイック期になると墳墓の塚や墓標が複雑化・巨大化していき、エリダノス川の南岸、聖なる道に沿って数多く建てられるようになっていった。
紀元前480年にアケメネス朝ペルシャにアテナイが蹂躙されたことから、紀元前478年に新たな市壁が建てられ、この地域の景観が一変した。テミストクレスの提案で、墓標彫刻は市壁内に全て建てるようにし、北西に向かう2つの門をケラメイコスに建設した。エレウシスに向かう聖なる道が市壁を通る門を聖門、それより北に向かう広い道 Dromos が通る二重アーチの門をディピュロン門と呼んだ。後者の門からしばらく行くとアカデメイアがある。国葬墓地はディピュロン門の内外にあり、ペリクレスやクレイステネスといったアテナイの英雄や政治家がそこに埋葬された。
市壁建設後も紀元前4世紀後半ごろまで、聖なる道とそこから分岐した道沿いに裕福なアテナイ人が大きな墓標彫刻を立てた。紀元前317年、大きな陵墓の建設が法律で禁止され、それ以降は墓に使える円柱や大理石の大きさが制限されるようになった。ローマ帝国に征服されると大型の墓の建設が復活したが、それらはほとんど現存していない。
古典期には、市壁の内側で2つの門の間にポンペイオン (Pompeion) という重要な公共建築物が建てられた。これは、パンアテナイア祭のときのアテーナーを称える行進（ポンペー、πομπή、pompē）において重要な機能を果たした。円柱で囲まれた大きな中庭と宴会場があり、アテナイの貴族らが祭で生贄に捧げられた肉をそこで食べた。古代ギリシアの文献によれば、ヘカトンベ（牛100頭の生贄）が祭のために用意され、市民がケラメイコス（おそらくディピュロン門の中庭）でその肉を受け取ったという。発掘により、そのあたりの市壁の前から大量の牛の骨が見つかっている。
紀元前86年にスッラの軍がアテナイを包囲攻撃した際、ポンペイオンと聖門付近の他の多くの建物はことごとく破壊された（第一次ミトリダテス戦争）。紀元2世紀にはポンペイオン跡地に倉庫が建設されたが、267年のヘルリ族の侵入で破壊された。この廃墟は紀元500年ごろまで陶芸工房として使われていたが、そのころに2列のコロネードが門の背後に建てられ、かつての市壁をこえて伸びるようになった。3つの出入り口からなる新しい祭りの門が東に建てられた。これもアヴァール人やスラブ人の侵略で6世紀末に破壊されている。これ以降ケラメイコスがどうなったのかは不明である。1863年、あるギリシャ人労働者が石碑を掘り当てたことで遺跡があることがわかった。

## 考古学
1870年、ギリシア考古学会の後援でケラメイコスの考古発掘が開始された。1913年から現在に至るまでは、ドイツ・アテネ考古学研究所が発掘調査を続けている。アテネ地下鉄のケラメイコス駅建設の際、紀元前4世紀から紀元前5世紀の墓や伝染病死者を埋めた穴 (plague pit) が約1000個見つかっている。トゥキディデスは紀元前430年に包囲攻撃（ペロポネソス戦争）されているアテナイで伝染病（おそらく腸チフスだろうと言われている）が流行しパニックに陥った状況を記している。流行は2年続き、全人口の3分の1ほどがそれによって亡くなったと見積もられている。彼は死体が神殿や通りに捨てられ、後でまとめて葬ったことを記している。同じ伝染病は紀元前427年の冬にも再流行した。発掘に携わったギリシャ人考古学者 Efi Baziotopoulou-Valavani は、その伝染病の犠牲者を葬った穴が紀元前430年から426年のものだとした。
近年、ドイツ・アテネ考古学研究所によるケラメイコスでの発掘で、ディピュロン・スカルプターと呼ばれる彫刻家の作品とされる高さ2.1メートルのクーロス（青年）像が出土した。